# Showdown with Rance McGrew
"Showdown With Rance McGrew" is een aflevering van de Amerikaanse televisieserie The Twilight Zone. Het scenario van de aflevering werd geschreven door Rod Serling.

## Plot
Rance McGrew, een acteur die vooral bekend is van westerns, belandt tijdens de opnames van zijn nieuwste film in het Wilde Westen. Daar wordt hij geconfronteerd met Jesse James. Die vertelt McGrew dat hij, Billy the Kid en andere beroemde schurken uit het Wilde Westen niet tevreden zijn met de manier waarop ze worden neergezet in zijn films.
James daagt McGrew, die nog nooit met een echt pistool heeft geschoten, uit tot een duel. McGrew probeert te vluchten, maar Jesse James drijft hem in een hoek. McGrew valt op zij knieën en smeekt Jesse James dat hij alles voor hem zal doen als hij hem laat leven. James gaat akkoord.
Het volgende moment is McGrew terug op de filmset. Hij wordt begroet door zijn nieuwe agent. Deze agent is Jesse James. Hij zal er voortaan op toe zien dat de schurken historisch correct worden gespeeld.

## Rolverdeling
- Rance McGrew: Larry Blyden
- Jesse James: Arch Johnson
- Regisseur: Robert Cornthwaite
- Tv-Jesse James: Robert Kline
- Property Man: William McLean
- Cowboy nr. 1: Troy Melton
- Cowboy nr. 2: Jay Overholts
- Barman: Robert J. Stevenson
- Oude man: Hal K. Dawson
- Rance’s stuntman: Jim Turley

## Trivia
- Serling baseerde zijn scenario op een verhaal van Frederick Louis Fox. Het originele verhaal van Fox was een stuk minder humoristisch.
- Larry Blyden speelde eerder al mee in A Nice Place to Visit.